# 黄顶小霸鹟
黄顶小霸鹟（学名：Tyrannulus elatus），是雀形目霸鹟科的一种鸟类，属于单型的黄顶小霸鹟属（学名：Tyrannulus）。

## 特征
黄顶小霸鹟体重约7克，翼长约48.2毫米，喙宽度约3.2毫米，喙厚度约3.1毫米，嘴峰长约8.3毫米，跗蹠长约13.7毫米，尾长约40.7毫米。
黄顶小霸鹟是留鸟，栖息在灌木林，它们是杂食性动物，主要以昆虫、蜘蛛等陆生无脊椎动物为食。它们分布在哥斯达黎加西南部至玻利维亚北部、圭亚那和巴西亚马逊州。